# Марцано
Марцано (итал. Marzano) — коммуна в Италии, располагается в регионе Ломбардия, в провинции Павия.
Население составляет 1500 человек (2008 г.), плотность населения составляет 166 чел./км². Занимает площадь 9 км². Почтовый индекс — 27010. Телефонный код — 0382.
Покровителями коммуны почитаются святой Мавр, празднование 15 января, и святой архангел Михаил.

## Демография
Динамика населения:

## Администрация коммуны
- Официальный сайт: http://www.comune.marzano.pv.it/